# Fysiognomik
Fysiognomik er en lære, der hævder en sammenhæng mellem ydre målbare egenskaber og indre mentale egenskaber.
Den opfattelse var populær i 1700-tallet og har rødder tilbage til stoicismen.
En af de første fortalere var Giambattista della Porta (1535–1615) og ca. 200 år senere grundlage Johann Kaspar Lavater (1741-1801) sin fysiognomik.

## Link
- The Sceptic's Dictionary – physiognomy Arkiveret 5. april 2007 hos  Wayback Machine (engelsk)